# زنان رها
زنان رها (انگلیسی: Loose Women) یک برنامه تاک شو بریتانیایی است که آخر هفته‌ها از آی‌تی‌وی پخش می‌شود. این برنامه تلویزیونی توسط دایان نلمز ساخته شده‌است.